# Ligue politique réformée
Pour les articles homonymes, voir GPV.
La Ligue politique réformée (en néerlandais : Gereformeerd Politiek Verbond, GPV) est un petit parti politique néo-calviniste traditionaliste ayant existé de 1948 à 2003.

## Histoire

### 1948-1963
La GPV est fondé en 1948 à la suite du conflit théologique au sein des Églises réformées aux Pays-Bas qui a conduit à la création des Églises réformées aux Pays-Bas (libérées) (en). En 1944 un groupe de Protestants orthodoxes quittent l'Église réformée, du fait de désaccords avec les positions de Abraham Kuyper, selon qui Dieu avait créé les différentes branches du christianisme (catholicisme, protestantisme...).
En 1948 des membres des Églises réformées aux Pays-Bas (libérées) quittent le Parti antirévolutionnaire (ARP), le parti lié à l'Église réformée néerlandaise, et fondent le 1er avril la GPV lors d'un congrès organisé à Amersfoort.
Le parti est très lié à l'Église réformée libérée, à laquelle l'appartenance est un prérequis pour adhérer au parti. Cette position dogmatique mène dès lors à l'isolation du parti.
La GPV participe sans succès aux élections législatives de 1948, de 1952 et de 1956. Par la suite, le parti obtient des sièges, grâce à l'abaissement à 0,66 % du seuil nécessaire à l'obtention de sièges, conséquence mathématique de l'augmentation du nombre de sièges à la Seconde chambre.

### 1963-2003
Au début des années 1970, un groupe appelé Union nationale évangéliste (NEV) quitte l'ARP, opposé à l'alliance de ce dernier avec les Catholiques du Parti populaire catholique. La NEV demande alors à rejoindre la GPV, mais cela lui est refusé, ses membres n'étant pas membre de l'Église réformée libérée. Elle participe alors à la création de la Fédération politique réformatrice (RPF). En 1993 la GPV accepte néanmoins l'adhésion de membres n'appartenant pas à l'Église réformée libérée. Cela entraîne un long processus de coopération entre la GPV et la RPF sur la scène nationale, les deux formations, ainsi que le Parti politique réformé (SGP), ayant déjà présenté des listes communes aux élections européennes. Cette coopération se concrétise en 2001, avec la fusion des deux formations au sein de l'Union chrétienne (CU), la GPV ne se dissolvant néanmoins officiellement qu'en 2003.

## Idéologie
La GPV base son programme politique sur la Bible, et considère les Pays-Bas comme une nation protestante, qui doit être défendue. Cela se concrétise par :
- l'opposition au projet européen, du fait de sa nature catholique ;
- le soutien d'une défense nationale forte ;
- la défense de la monarchie néerlandaise, considérée comme une institution divine ;
- la défense du système des écoles spéciales (en), qui permettent un enseignement en accord avec les principes de l'Église réformée libérée ;
- le soutien à l'indépendance des  Moluques du Sud et de la Papouasie, et à l'apartheid en Afrique du Sud ;
- l'opposition à la politique néerlandaise en matière de drogues, au mariage homosexuel, à la légalisation de la prostitution, de l'avortement et de l'euthanasie.

## Résultats électoraux

### Élections législatives
| Année | Voix    | %   | Sièges  | Rang | Gouvernement |
| ----- | ------- | --- | ------- | ---- | ------------ |
| 1952  | 35 488  | 0,7 | 0 / 100 | 9e   |              |
| 1956  | 37 257  | 0,6 | 0 / 150 | 8e   |              |
| 1959  | 39 972  | 0,6 | 0 / 150 | 9e   |              |
| 1963  | 46 324  | 0,7 | 1 / 150 | 10e  | Opposition   |
| 1967  | 59 156  | 0,9 | 1 / 150 | 11e  | Opposition   |
| 1971  | 101 790 | 1,6 | 2 / 150 | 11e  | Opposition   |
| 1972  | 131 236 | 1,8 | 2 / 150 | 12e  | Opposition   |
| 1977  | 79 421  | 1,0 | 1 / 150 | 8e   | Opposition   |
| 1981  | 70 878  | 0,8 | 1 / 150 | 10e  | Opposition   |
| 1982  | 67 163  | 0,8 | 1 / 150 | 10e  | Opposition   |
| 1986  | 88 381  | 1,0 | 1 / 150 | 10e  | Opposition   |
| 1989  | 109 637 | 1,2 | 2 / 150 | 7e   | Opposition   |
| 1994  | 119 158 | 1,3 | 2 / 150 | 10e  | Opposition   |
| 1998  | 108 724 | 1,3 | 2 / 150 | 9e   | Opposition   |

### Parlement européen
| Année | %   | Voix    | Mandats | Rang | Groupe |
| ----- | --- | ------- | ------- | ---- | ------ |
| 1979  | 1,1 | 62 610  | 0 / 25  | 9e   |        |
| 1984  | 5,2 | 275 786 | 0 / 25  | 5e   |        |
| 1989  | 5,9 | 309 060 | 0 / 25  | 6e   |        |
| 1994  | 7,8 | 322 793 | 0 / 38  | 5e   |        |
| 1999  | 8,7 | 309 612 | 1 / 31  | 5e   | EDD    |